# Colmey
Colmey é uma comuna francesa na região administrativa de Grande Leste, no departamento de Meurthe-et-Moselle. Estende-se por uma área de 9,9 km². Em 2010 a comuna tinha 252 habitantes (densidade: 25,5 hab./km²).